# Manhanset

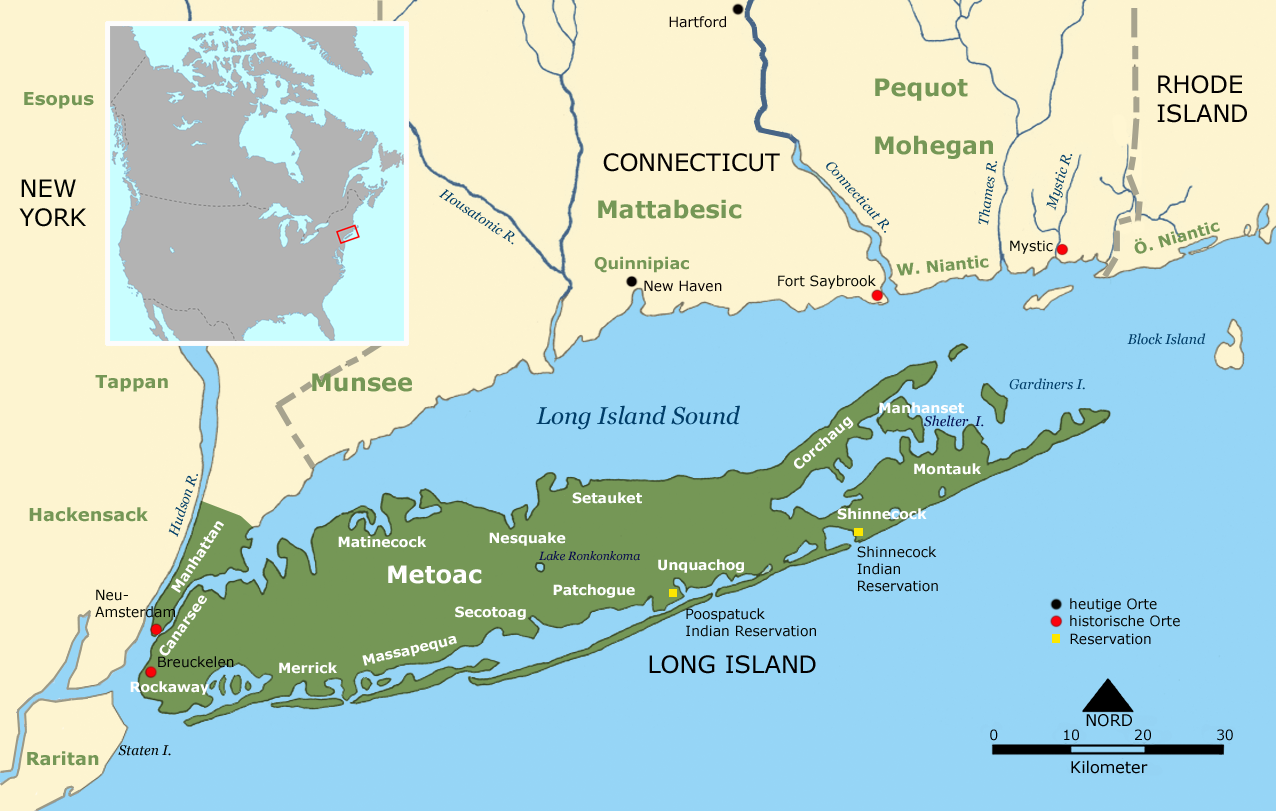
Wohngebiet der Manhanset und benachbarter Stämme um 1600

Die Manhanset waren ein Algonkin sprechender kleiner Indianerstamm, der zu Beginn des 17. Jahrhunderts im nordöstlichen Teil Long Islands auf Shelter Island lebte. Ihre Identität gilt heute als erloschen, da die letzten Überlebenden im 18. Jahrhundert zu benachbarten Stämmen zogen und sich mit ihnen vermischten.
Die Manhanset lebten nachweislich nicht in der Gegend des heutigen Manhasset, einem Vorort New Yorks im Nordwesten Long Islands, sondern auf Shelter Island (dt.: Geschützte Insel). Shelter Island ist eine etwa 70 km² große Insel im Nordosten Long Islands, die an drei Seiten vom Shelter Island Sund umgeben ist, während im Osten Gardiners Island liegt. Sie ist zum großen Teil von Wasser (39 km²) und Marschland bedeckt. Sachem Pogaticut verkaufte 1652 das Stammesland an vier reiche Zuckerhändler aus Barbados, die an den auf der Insel wachsenden Weißeichen als Holz für ihre Zuckerfässer interessiert waren.

## Einzelnachweis
1. ↑  Archivierte Kopie (Memento des Originals vom 18. April 2009 im Internet Archive)  Info: Der Archivlink wurde automatisch eingesetzt und noch nicht geprüft. Bitte prüfe Original- und Archivlink gemäß Anleitung und entferne dann diesen Hinweis.